# Murungu (Kibondo)
Murungu ist ein Bezirk (Ward) des Distriktes Kibondo in der tansanischen Region Kigoma.

## Geografie
Murungu ist ein Bezirk im Nordwesten von Tansania etwa 30 Kilometer von der Grenze zu Burundi. Er liegt südöstlich der Nationalstraße von Kagera zum Tanganjikasee und nahe dem Moyowosi Game Reserve.

## Gliederung
Die Gemeinde besteht aus 2 Dörfern (Mtaa) mit 20 Orten (Kitongoji):
| Kumhasha - Nduta - Katazi - Kumhasha - Mbugani - Kwisenga - Chigazule - Ibehelo - Migombani - Rukangalizo - Nyamata | Kumbanga - Kumgera - Nyambega - Kumana - Kumbanga - Rumambo - Kwibhiliga - Kabogi - Katobhanzovu - Kabhadalala - Kayezi |